# Rhydderch ab Iestyn
Rhydderch ap Iestyn (fallecido hacia 1033) fue rey de Gwent y Morgannwg en el sur del actual Gales y posteriormente conquistó el reino de Deheubarth y llegó a controlar el reino de Powys.
Existe muy poca información sobre el rey Rhydderch en los anales históricos. Originalmente parece haber sido el gobernante de Gwent y Morgannwg, (aunque había otros gobernantes operando en la zona. Hywel de Moganngw, por ejemplo aparece como "subregulus"), que posteriormente heredó su hijo Gruffydd. Cuando Llywelyn ap Seisyll, rey de Gwynedd y Deheubart murió inesperadamente en el año 1023, dejando un hijo demasiado joven, Rhydderch aprovechó la ocasión para apoderarse de Deheubart, aparentemente mediante la fuerza de las armas. Según la Brut y Tywysogion ("Crónica de los príncipes") en el año 1033 el rey Rhydderch murió luchando contra los irlandeses, pero no explica las circunstancias.
A su muerte, el reino de Deheubart regresó a su dinastía original pasando a manos de Hywel ab Edwin y de su hermano Maredudd. En el año 1033 Hywel y su hermano y los hijos de Rhydderch se enfrentaron en batalla, pero Hywel consiguió conservar su reino, aunque lo perdería en el año 1044 a manos del rey Gruffydd ap Llywelyn. En el año 1045, Gruffydd ap Rhydderch, el hijo de Rhydderch, se apoderó del reino de Deheubart y lo conservó durante diez años hasta que Gruffydd ap Llywelyn lo recuperó.